# 异裂双盖蕨
异裂双盖蕨（学名：Diplazium laxifrons）也称异裂短肠蕨，为蹄盖蕨科双盖蕨属下的一个种。